# Stenopterus
Genre
Stenopterus est un genre d'insectes coléoptères de la famille des Cerambycidae et de sous-famille des Cerambycinae.

## Historique et dénomination
Le genre a été décrit par l'entomologiste allemand Johann Karl Wilhelm Illiger en 1804.

## Espèces rencontrées en Europe
- Stenopterus ater (Linnaeus, 1767)
- Stenopterus atricornis Pic, 1891
- Stenopterus creticus Sama, 1995
- Stenopterus flavicornis Küster, 1846
- Stenopterus mauritanicus Lucas, 1846
- Stenopterus rufus (Linnaeus, 1767)
- Stenopterus similatus Holzschuh, 1979
  - Stenopterus similatus mehli Sama, 1995
  - Stenopterus similatus similatus Holzschuh, 1979

## Répartition
Ce genre est présent dans la plupart des pays d'Europe, au Proche-Orient et en Afrique du Nord.